# Suskrajowice
Suskrajowice – wieś w Polsce położona w województwie świętokrzyskim, w powiecie kieleckim, w gminie Chmielnik.
| SIMC    | Nazwa      | Rodzaj     |
| ------- | ---------- | ---------- |
| 0235393 | Kowalówka  | przysiółek |
| 0235401 | Za Sadkiem | przysiółek |

W latach 1975–1998 miejscowość administracyjnie należała do województwa kieleckiego.
Jedną z ostatnich właścicielek wsi była	Tekla z Daszyńskich, primo voto Puchacka, secundo voto Kędzierska (1773-1882), zmarła 1 czerwca 1882. Właścicielka Suskrajowic dożyła 109 lat.